# Aline Barros
Aline Barros (née le 7 octobre 1976 à Rio de Janeiro) est une chanteuse, autrice-compositrice et pasteur brésilienne. Elle est considérée comme l'une des plus grandes chanteuses chrétiennes du Brésil et est certifiée par l'ABPD avec plusieurs disques d'or, de platine et de diamant. Elle remporte huit fois le Grammy Award du meilleur album de gospel.

## Biographie
Aline est née et a grandi dans le quartier de Penha, dans la banlieue de Rio de Janeiro,. Aline est la fille de Ronaldo Barros et Sandra Kistenmacker Barros, tous deux pasteurs évangéliques. Aline a un frère plus jeune, Rafael Kistenmacker Barros.
À l'âge de neuf ans, Aline accompagnait déjà son père dans le ministère de la louange d'une église évangélique dans le quartier de Vila da Penha. La chanteuse devient rapidement membre de l'équipe de louange et participe à quelques enregistrements, dont le premier est Tua Palavra, à l'âge de 14 ans, et la chanson passe 45 jours dans le hit-parade des stations de radio évangéliques de la ville.
Aline est diplômée en biologie marine de l'université fédérale de Rio de Janeiro en 1996, mais n'a pas poursuivi sa carrière. Elle est mariée depuis 2000 à l'ancien joueur de football Gilmar dos Santos, désormais pasteur, avec qui elle a deux enfants, Nícolas Barros dos Santos et Maria Catherine Barros dos Santos. La famille se réunit à la Comunidade Evangélica Internacional Zona Sul, située dans le quartier de Flamengo,.

### Débuts
Aline commence sa carrière en 1992 en tant que membre de l'EP A Turma do Dudão Chegou, et devient célèbre en 1994 lorsqu'elle sort la chanson Consagração (de l'album Tempo de Adoração, en collaboration avec une église évangélique du quartier de Vila da Penha), qui reste en première position pendant neuf mois sur les stations de radio évangéliques du Brésil. À la suite de ce succès, Aline Barros participe au Xuxa Park, disparu, organisé par le présentateur et chanteur Xuxa, la première présentation en direct de musique chrétienne sur Rede Globo.
En 1995, Aline Barros sort Sem Limites, son premier album, produit par Ricardo Feghali et Cleberson Horsth. L'album comprend des compositions de plusieurs chanteurs connus du segment, comme Marquinhos Gomes. Aline participe à nouveau à l'émission Xuxa, où ils enregistrent la chanson Crer para Ver pour une émission spéciale de Noël homonyme. Elle remporte également plusieurs prix nationaux, comme le Trophée de l'année.
Les prix nationaux comprennent le Trophée FM 105 en 1995, où elle gagne dans la catégorie « meilleure chanteuse de l'année », le Trofeu SBT Press en 1995, 1998 et 2014, où Aline est nommée dans la catégorie « meilleure chanson gospel » avec Consagração, « chanteuse gospel de l'année », « meilleure chanson gospel » avec Corra para os braços do pai et « meilleure chanteuse » ; Aline Barros remporte dix des onze catégories du défunt trophée Talento entre 1996 et 2009 ; dans le Trofeu Promessas de TV Globo entre 2011 et 2013, Aline ne gagne que dans la catégorie « meilleure chanteuse » et du Digital Music Award, elle est nommée dans la catégorie « Sales Category » avec la chanson Sonda-me, Usa-me.
En 2002, Aline Barros enregistre son premier album vidéo lors de l'événement Jesus Vida Verão, qui se tient chaque année à la Praia da Costa, à Vila Velha, Espírito Santo, devant un public de 50 000 spectateurs. Avec quatorze titres, les meilleures chansons de tous ses albums précédents sont sélectionnées. 
En 2008, elle est nomée aux GMA Dove Awards dans la catégorie « meilleur album en langue espagnole » avec le disque Refrescante!, et en 2009, elle remporte le prix de la presse internationale brésilienne dans la catégorie « meilleur concert gospel brésilien » dans la catégorie « art, culture et communauté ».

### Depuis les années 2010
En février 2019, Aline sort son premier album en anglais, Alive, composé de 10 titres, dont un featuring avec Israel Houghton sur la chanson Your Presence is Heaven to Me, et Use My Life, reprise en anglais du tube Sonda-me Usa-me.

## Discographie
- 1995 : Sem Limites
- 1997 : Voz do Coração
- 2000 : O Poder do Teu Amor
- 2003 : Fruto de Amor
- 2004 : Som de Adoradores
- 2007 : Caminho de Milagres
- 2011 : Extraordinário Amor de Deus
- 2013 : Graça
- 2017 : Acenda a Sua Luz
- 2018 : Viva
- 2019 : Reino
- 2022 : Minha Oração
- 2024 : Firme Fundamento
- 2024 : Tudo Sobre Ele

## Ouvrages
- 2001 : Reflexões de Paz
- 2003 : Muito mais que um Sonho
- 2009 : O Poder da esposa que Ora (Audiobook)
- 2009 : Álbum do Bebê
- 2010 : Fé e Paixão
- 2011 : Bíblia: Minhas Histórias Favoritas (Infantil)
- 2015 : Graça Extraordinária
- 2022 : As mais lindas histórias da Bíblia (Infantil)